# Сайнфелд, Джерри
Джером (Джерри) Аллен Сайнфелд (англ. Jerome Allen «Jerry» Seinfeld, род. 29 апреля 1954) — американский актёр, стенд-ап комик и сценарист. Наибольшую известность ему принесла роль полувымышленной версии самого себя в комедийном телесериале «Сайнфелд», транслировавшемся на американском телеканале NBC с 1989 по 1998 год.
Comedy Central поместил Сайнфелда на 12-е место в своём рейтинге величайших стенд-ап комиков всех времён. Сайнфелд — лауреат премии «Золотой глобус» за лучшую мужскую роль в телевизионном сериале — комедия или мюзикл и премии «Эмми» за лучший комедийный сериал.

## Биография
Сайнфелд родился в 1954 году в Бруклине в еврейской семье с австрийскими и сирийскими корнями. Вырос в городе Массапекуа на Лонг-Айленде. По окончании школы обучался в Университете штата Нью-Йорк в Освего, а затем — в Городском университете Нью-Йорка. Его первое сценическое выступление состоялось в 1976 году на сцене нью-йоркского комедийного клуба Catch a Rising Star. В 1979 году Сайнфелд исполнил небольшую роль почтальона Фрэнки в американском ситкоме «Бенсон». Значительным успехом стало его появление в мае 1981 года в «Вечернем шоу Джонни Карсона» (англ. The Tonight Show Starring Johnny Carson), после чего он регулярно стал выступать как в передаче Карсона, так и в других шоу, таких как «Позднее шоу с Дэвидом Леттерманом» (англ. Late Show with David Letterman), «Шоу Мерва Гриффина» (англ. The Merv Griffin Show) и других.
В 1989 году на телеканале NBC стартовала трансляция комедийного телесериала «Сайнфелд», создателями которого выступили Джерри Сайнфелд и Ларри Дэвид. Сериал, в котором Джерри исполнил роль самого себя, транслировался до 1998 года и стал одним из наиболее успешных ситкомов США. В 1993 году за эту работу Сайнфелд был награждён «Золотым глобусом».
Он выступил продюсером мультипликационного фильма «Би Муви: Медовый заговор» 2007 года, а также озвучил в нём Барри Би Бенсона. В начале 1990-х Сайнфелд также рекламировал продукцию компании Apple Computer, а в 2008 году снялся в серии рекламных роликов Microsoft.
Он помогал Фонду Дэвида Линча, созданному для применения трансцендентальной медитации при лечении Посттравматического стрессового расстройства.

## Личная жизнь
Сайнфелд женат на Джессике Сайнфелд (урождённой Нине Скляр). У семейной пары двое сыновей и дочь. Джерри Сайнфелд также является обладателем одной из крупнейших в мире коллекций автомобилей марки Porsche. Более 40 лет Сайнфелд практикует трансцендентальную медитацию. Джерри Сайнфелд является страстным поклонником бейсбола и болельщиком команды «Нью-Йорк Метс». Иногда он в качестве гостя принимает участие в спортивной программе Стива Сомерса на ридостанции WFAN, где комментирует игры «Метс» и бейсбол в целом. Выпуски с его участием называются «Джерри из Квинса».
Сайнфелд — левша, и первая шутка, которую он написал, была на эту тему.
Эван Сайнфелд, вокалист альтернативной метал-группы Biohazard, приходится Джерри троюродным братом.